# Fargues-Saint-Hilaire

Fargues-Saint-Hilaire este o comună în departamentul Gironde din sud-vestul Franței. În 2009 avea o populație de 2.731 de locuitori.

## Evoluția populației
| An        | 1975  | 1982  | 1990  | 1999  | 2006  | 2009  |
| --------- | ----- | ----- | ----- | ----- | ----- | ----- |
| Populație | 1.212 | 1.583 | 2.032 | 2.249 | 2.415 | 2.731 |